# Щербачёв, Александр Николаевич
Александр Николаевич Щербачёв (25.03.1845, Харьков — 1927) — русский юрист, государственный деятель, тайный советник (с 1899).

## Биография
Родился 25 марта 1845 года в Харькове. Происходил из дворянского рода Щербачёвых — сын отставного ротмистра Николая Александровича Щербачёва (22.03.1821—20.05.1877)  от брака с Екатериной Михайловной Щербининой (17.07.1822—3.03.1879), дочерью полковника Михаила Андреевича Щербинина (1798—1841) и Елизаветы Петровны Кавериной.
Высшее образование получил на юридическом факультете Московского университета. По окончании университета, он был назначен кандидатом на судебные должности при прокуроре Харьковской судебной палаты.
В службе с 29 декабря 1867 года; действительный статский советник (01.04.1890), тайный советник (13.01.1899).
В 1868 году Щербачёв был командирован в помощь к судебному следователю 2-го участка г. Харькова, а в следующем году был причислен к департаменту Министерства Юстиции и командирован к исправлению должности судебного следователя в округ Симферопольского Окружного Суда. В том же году был назначен и. о. судебного следователя 2-го следственного участка феодосийского уезда, пробыл здесь три года, а затем был назначен на ту же должность в Ялтинский участок. Спустя несколько месяцев он занял должность товарища прокурора Таганрогского окружного суда, в 1874 году был назначен членом Нежинского окружного суда, через два года — товарищем председателя Радомского окружного суда, в 1878 году — товарищем председателя Харьковского окружного суда, в 1880 году — членом Харьковской судебной палаты. В 1889 году был назначен председателем Либавского окружного суда; в 1894 году— прокурором Виленской судебной палаты, а в следующем году — старшим председателем Казанской судебной палаты.
В 1899 году назначен сенатором, присутствующим в Гражданском кассационном департаменте Сената, в 1901 году — исполнял обязанности обер-прокурора департамента, а в 1906 году стал членом Государственного Совета. В 1915 году Щербачёв состоял председателем особого присутствия при Государственном Совете, для предварительного рассмотрения жалоб на определения департаментов Сената. В Государственном Совете вошёл в состав внепартийной группы. Председатель 1-го департамента Государственного совета (26.01.1916—28.02.1917).
В 1917 году был оставлен за штатом (05.05.1917), а затем уволен от службы (14.12.1917). После Октябрьской революции жил в Петрограде. Умер в 1927 году.

## Награды
- Орден Святого Станислава 2-й степени (01.01.1880)
- Орден Святой Анны 2-й степени (01.01.1883)
- Орден Святого Владимира 3-й степени (01.01.1894)
- Орден Святого Станислава 1-й степени (01.01.1896)
- Орден Святой Анны 1-й степени (01.01.1901)
- Орден Святого Владимира 2-й степени (01.01.1905)
- Орден Белого орла (01.01.1909)
- Орден Святого Александра Невского (01.01.1913)
- Бриллиантовые знаки к ордену Святого Александра Невского (01.01.1916)

## Семья
Жена — Софья Сергеевна Денисьева (28.01.1861—около 1926, Харьков), дочь отставного поручика лейб-гвардии Конно-Гренадерского полка Сергея Ивановича Денисьева (1819- ?) и Елизаветы Ивановны Анненковой. Одна из её сестер, Ольга Сергеевна Денисьева, была женою инженера путей сообщения Н. И. Чайковского, родного брата композитора. Дети:
- Олег Александрович (04.05.1885, Харьков — 10.01.1928, Генуя, Италия), служил во флоте. Участвовал в Цусимском сражении на броненосце «Орел», был ранен в голову, контужен и взят в плен. Возвратился из плена 8 февраля 1906 года; 7 сентября 1907 года списан в экипаж. С 11 февраля 1915 года состоял при морском штабе Балтийского флота; с 22 марта 1915 года — капитан 2-го ранга, командовал лодкой «Храбрый». С 14 января 1917 года — штаб-офицер при командующем флотом. Находился в белых войсках Восточного фронта; капитан 1-го ранга с 28 марта 1920 года. В эмиграции в Италии.
- Елизавета Александровна (07.09.1887 — после 1917), воспитанница Смольного (выпуск 1906 года), окончила Санкт-Петербургский женский медицинский институт. Судьба после 1917 года неизвестна.
- Кира Александровна (28.07.1891, Либава — ?)
- Злата Александровна (12.06.1898, Либава — 22.07.1926, Баньё, Франция), находилась в Вооруженных силах Юга России и в начале 1920 года была эвакуирована на корабле «Спарта» из Новороссийска в Константинополь, затем перебралась в Париж. Похоронена на Сент-Женевьев-де-Буа.